# Makak bandar
Makak bandar (Macaca sinica), známý též pod synonymy bandar, manga nebo makadu je ohrožený úzkonosý primát z čeledi kočkodanovití (Cercopithecidae) a rodu makak (Macaca). Druh popsal Carl Linné roku 1771. Jsou známy celkem 3 poddruhy.

## Výskyt
Tento primát se vyskytuje pouze na ostrově Srí Lanka – jedná se o endemitní druh. Ostrov osídlil téměř celý vyjma poloostrova Jápané a některých severovýchodních a jižních částí ostrova. K životu dává přednost všem typům lesů, podmínkou je přítomnost zdroje pitné vody. Nedostatek pitné vody vysvětluje absenci makaků v některých areálech.

## Popis a chování
Makak bandar měří 43–53 cm a váží 4,1–8,4 kg u samce a 2,3–4,3 kg u samice; samci jsou větší. Srst je žlutohnědá až načervenalá, na břiše je světlejší. Srst na hlavě vytváří typickou chocholku. Holá tvář má u samců narůžovělé zbarvení, u samic bývá červená. Makak bandar se živí rozmanitou stravou, především pak ovocem a jinou rostlinnou potravou, pojídá však i hmyz. Potravu si při sběru ukládá do lícních toreb a sní ji v klidu později. Tlupa se skládá z 8 až 43 opic (průměrně z 22 až 25), struktura je mnohosamcová-mnohosamicová. Rozmnožování probíhá na podzim, samice zhruba po 5 měsících gravidity porodí jedno mládě. Samice v domovské tlupě obyčejně zůstávají, ale samci ji opouštějí po dosažení pohlavní dospělosti (matrilineární hierarchie).
V zajetí se makak bandar může dožít 30 a více let. Vysoká úmrtnost se objevuje u mláďat, stejně tak jako u dospívajících samců, kteří se chtějí připojit k jiné tlupě. U dospělých jedinců se šance na přežití výrazně zvyšují. Přirozenými nepřáteli jsou hadi, levharti, krokodýli a asi i draví ptáci. Makakové se proto zřídkakdy pohybují v otevřených stanovištích a zůstávají v blízkosti stromů, které jim poskytují bezpečné útočiště.

## Ohrožení
Makak bandar je dle Mezinárodního svazu ochrany přírody považován za ohrožený druh a jeho populace klesá. Nebezpečí představuje především ničení přirozeného prostředí, především pro těžbu dřeva a rozšiřování plantáží. Jen mezi lety 1956–1993 bylo zničeno 50 % lesního porostu na ostrově. Množství makaků vnikajících do obdělávaných oblastí je navíc často zastřeleno nebo otráveno, protože jsou považováni za škůdce. Mimoto je druh chytán do obchodu se zvířaty.
Makak bandar je mezinárodně chráněn skrze úmluvu CITES, příloha II, ale na ostrově Srí Lanka nepodléhá zákonné ochraně.

## Synonyma
- Macaca pileatus, Ogilby, 1838
- Macaca audeberti, Reichenbach, 1862
- Macaca inaurea, Pocock, 1931
- Macaca longicaudata, Deraniyagala, 1965[5]

## Poddruhy
Jsou známy celkem 3 poddruhy:
- Macaca sinica sinica, Linné, 1771
- Macaca sinica aurifrons, Pocock, 1931
- Macaca sinica opisthomelas, Hill, 1942

## Galerie

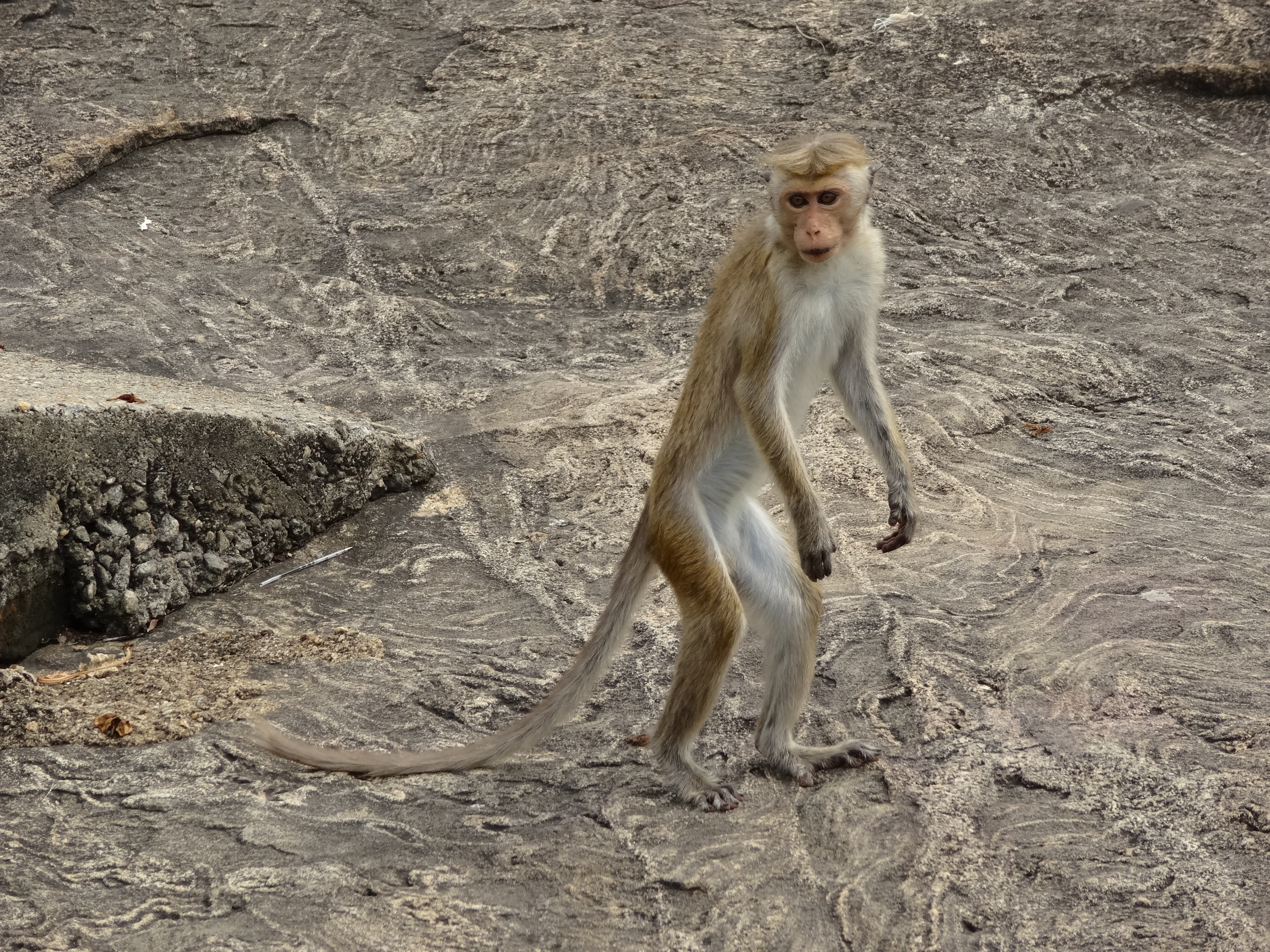
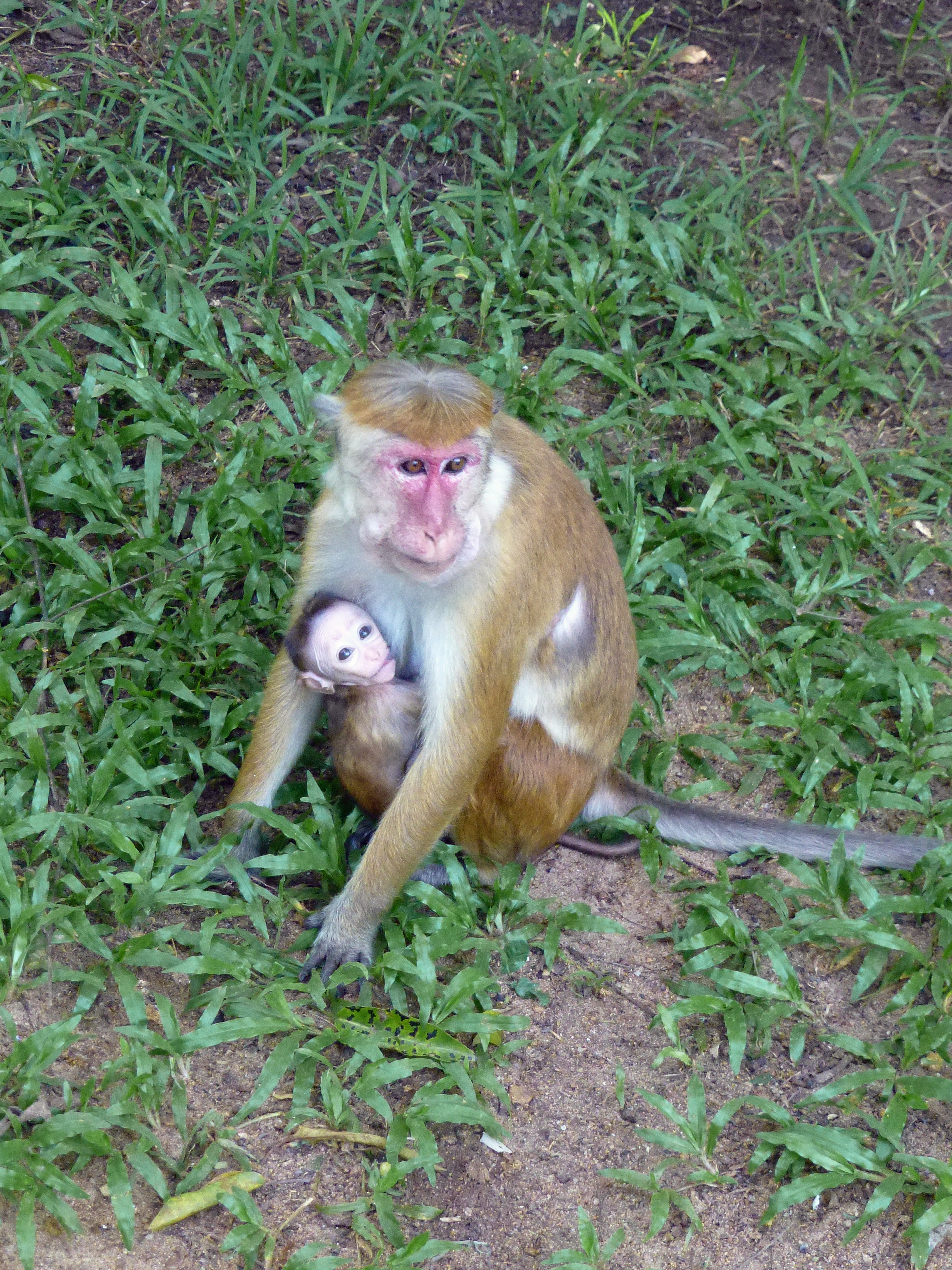
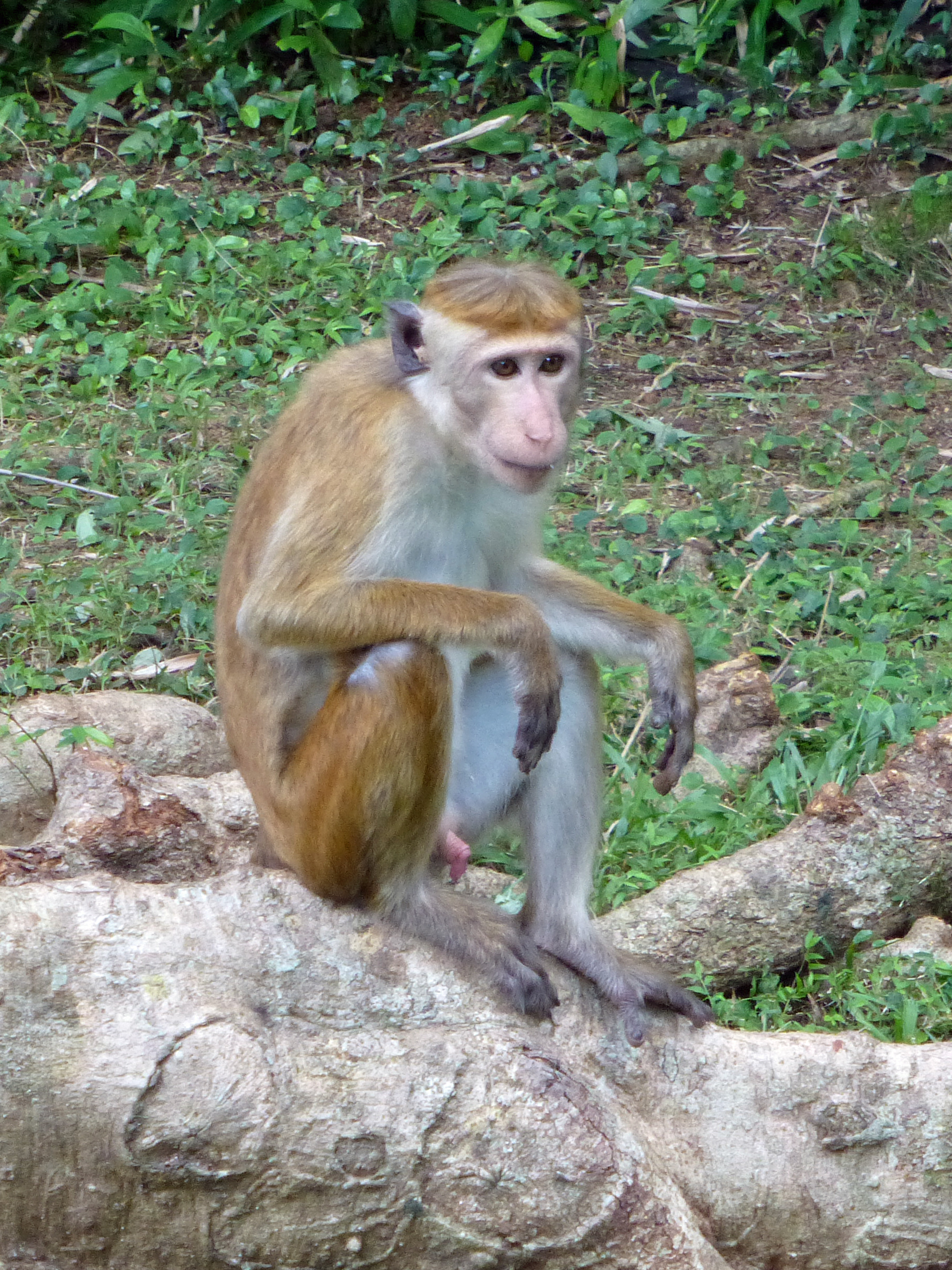
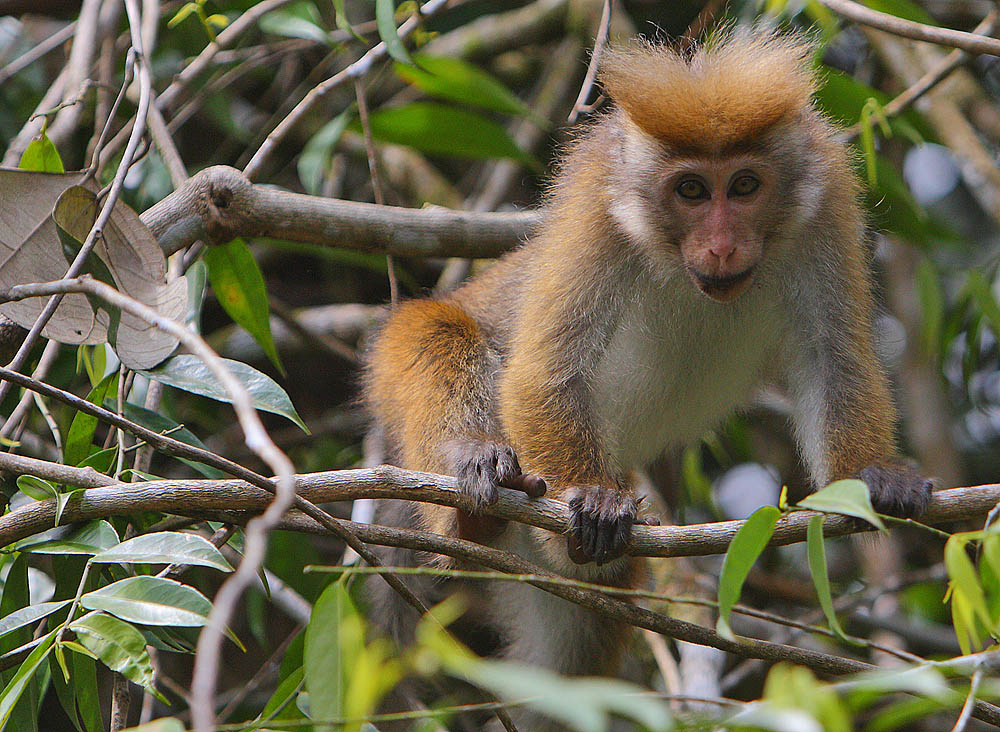